# Pia Wurtzbach
Pia Alonso Wurtzbach (Estugarda, 24 de setembro de 1989) é uma atriz, modelo, personalidade da TV,  escritora, estilista e maquiadora filipina-alemã. Representou as Filipinas no Miss Universo 2015, onde foi vencedora do concurso e coroada Miss Universo 2015.
Ela foi a terceira de seu país a levar esta coroa.

## Vida pessoal
O pai dela era alemão e a mãe é filipina. Ela nasceu em Estugarda, na Alemanha, se mudou para as Filipinas com 11 anos, após o divórcio de seus pais, e tem dupla nacionalidade: alemã e filipina. Tem uma meia-irmã mais nova. Ela terminou o ensino secundário na  Distance Learning School, em Quezon City e estudou Artes Culinárias no Centro de Estudos Asiáticos em San Juan, na Região Metropolitana de Manila.

## Participação em concursos de beleza

### Binibining Pilipinas
Pia chegou a participar do Miss Filipinas (Bb. Pilipinas) três vezes. Em 2013 foi Top 5, ficando em 5º lugar, em 2014 não conseguiu se classificar e em 2015 venceu. 

### Miss Universo 2015
Pia Wurtzbach representou as Filipinas no Miss Universo 2015, realizado em 20 de dezembro de 2015, em Las Vegas, Estados Unidos. No final do show, o apresentador Steve Harvey anunciou erroneamente a Miss Colômbia, Ariadna Gutiérrez como a vencedora. No entanto, após a coroação de Gutiérrez, Harvey afirmou que ele leu os resultados de forma incorreta, e que Pia Wurtzbach era a real Miss Universo 2015. A Miss Universo 2014, e também colombiana Paulina Vega, em seguida, transferiu a coroa de Ariadna Gutiérrez para Pia Wurtzbach.

## Vida pós-concursos

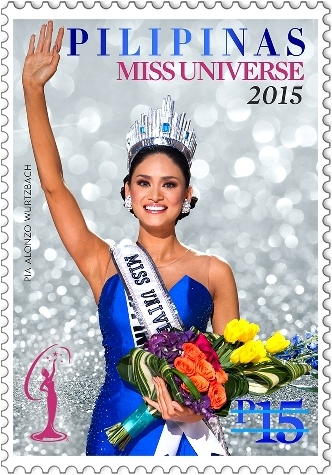
Selo filipino de 2016 em comemoração à vitória no concurso Miss Universo

As Filipinas são um país onde os concursos de beleza são uma grande atração, assim, após vencer o Miss Filipinas, Pia se tornou uma celebridade. 
Em 16 de fevereiro de 2019, por exemplo, ela tinha 7,7 milhões de seguidores em seu Instagram, o que a faz ser também uma influenciadora digital, promovendo marcas de produtos e serviços diversos. 
Ela, foi, por alguns anos, a face da marca Uniqlo, tendo feito diversos trabalhos de publicidade para a empresa. Ela também promovia a marca em seu Instagram.
Em janeiro de  2019 ela anunciou um novo projeto, uma participação no "World of Dance" pela TV ABS-CBN.  
Desde 2016, ela namora o piloto Marlon Stockinger. 

### Estátua de cera no Madame Tussauds de Hong Kong
Em 2018, ela foi homenageada com uma estátua de cera no museu Madame Tussauds de Hong Kong. Ela foi a primeira filipina a receber este tipo de homenagem. 

### Atividades e projetos sociais
Pia participa de atividades diversas, como lançamentos e campanhas da UNAIDS.  

### Notícias recentes
Pia é citada frequentemente por toda imprensa filipina.
Veja sua galeria de notícias na ABS-CBN: https://news.abs-cbn.com/list/tag/pia-wurtzbach